# 赵玉雕
赵玉雕（1989年5月25日—），中国女子曲棍球運動員，亦為中国国家女子曲棍球队成員。曾獲国际曲棍球联合会评选为2010年度最佳青年女球员。

## 簡歷
2000年12月，赵玉雕进入辽宁女子曲棍球队接受训练，五年後首次代表國家参加2005年国际曲联青年世界杯赛。
2007年，她首次入選国家队参加成年组比赛，未幾已憑其超强的进攻技术和进球能力成为球隊主力。
2008年8月，只有19歲的赵玉雕代表中國出戰北京奧運會女子曲棍球比賽。在半决赛对阵德国隊時，赵玉雕赢得個人首个奥运进球，助球隊以3-2逆转，首次闯进了奥运会决赛。最終，中國隊奪得銀牌，創下歷屆最佳的成績。
2010年，赵玉雕憑藉三星冠军杯及世界杯赛上的出色表現，獲国际曲棍球联合会评选为2010年度最佳青年女球员，成為史上首位獲獎的中国曲棍球运动员。
同年11月，赵玉雕代表中國出戰廣州亞運會，參加曲棍球比賽，奪得金牌。
2016年，赵玉雕代表中国出戰巴西里约热内卢舉行的奥林匹克运动会女子曲棍球比賽。中国队最終排名小组第五位，无缘八强。